# Tanytarsus
Tanytarsus is een muggengeslacht uit de familie van de Dansmuggen (Chironomidae).

## Soorten
- T. aberrans Lindeberg, 1970
- T. aculeatus Brundin, 1949
- T. allicis Sublette, 1964
- T. anderseni Reiss and Fittkau, 1971
- T. bathophilus Kieffer, 1911
- T. brundini Lindeberg, 1963
- T. buckleyi Sublette, 1964
- T. buchonius Reiss & Fittkau, 1971
- T. cretensis Reiss, 1987
- T. curticornis Kieffer, 1911
- T. chinyensis Goetghebuer, 1934
- T. debilis (Meigen, 1830)
- T. dendyi Sublette, 1964
- T. desertor Gilka & Paasivirta, 2007
- T. dibranchius Kieffer, 1926
- T. dispar Lindeberg, 1967
- T. ejuncidus (Walker, 1856)
- T. eminulus (Walker, 1856)
- T. excavatus Edwards, 1929
- T. fatigans Johannsen, 1905
- T. fennicus Lindeberg, 1970
- T. fimbriatus Reiss and Fittkau, 1971
- T. formosanus Kieffer, 1912
- T. gibbosiceps Kieffer, 1922
- T. glabrescens Edwards, 1929
- T. gracilentus Holmgren, 1883
- T. gregarius Kieffer, 1909
- T. guerla (Roback, 1957)
- T. heliomesonyctios Langton, 1999
- T. heusdensis Goetghebuer, 1923
- T. inaequalis Goetghebuer, 1921
- T. innarensis Brundin, 1947
- T. islandica Malloch, 1934
- T. lactescens Edwards, 1929
- T. lapponicus Lindeberg, 1970
- T. latiforceps Edwards, 1941
- T. lestagei Goetghebuer, 1922
- T. limneticus Sublette, 1964
- T. longitarsis Kieffer, 1911
- T. lugens (Kieffer, 1916)
- T. mancospinosus Ekrem & Reiss, 1999
- T. medius Reiss & Fittkau, 1971
- T. mendax Kieffer, 1925

- T. miriforceps (Kieffer, 1921)
- T. multipunctatus Brundin, 1947
- T. muticus Kieffer, 1905
- T. nemorosus Edwards, 1929
- T. neoflavellus Malloch, 1915
- T. niger Andersen, 1937
- T. nigricollis Goetghebuer, 1939
- T. norvegica (Kieffer, 1924)
- T. norvegicus (Kieffer, 1924)
- T. occultus Brundin, 1949
- T. palettaris Verneaux, 1969
- T. pallidicornis (Walker, 1856)
- T. paraniger Gilka & Paasivirta, 2008
- T. pseudolestagei Shilova, 1976
- T. quadratus Sublette, 1964
- T. quadridentatus Brundin, 1947
- T. recens Sublette, 1964
- T. recurvatus Brundin, 1947
- T. salmelai Gilka & Paasivirta, 2009
- T. signatus (Wulp, 1858)
- T. sinuatus Goetghebuer, 1936
- T. smolandicus Brundin, 1947
- T. striatulus Lindeberg, 1976
- T. sylvaticus (van der Wulp, 1859)
- T. telmaticus Lindeberg, 1959
- T. tibialis Webb, 1969
- T. tika (Tourenq, 1975)
- T. trilobus Webb, 1969
- T. trux Gilka & Paasivirta, 2007
- T. usmaensis Pagast, 1931
- T. varela (Roback, 1957)
- T. verralli Goetghebuer, 1928
- T. volgensis Miseiko, 1967
- T. xanthus Sublette, 1964